# Черновіл Андрій Анатолійович
Чернов́іл Андрій Анатолійович (нар. 20 березня 1977, Одеса) — український художник.

## Життєпис
Народився в Одесі та виріс у родині службовців, які виховували п'ятьох дітей. Мати — Віра Григорівна Черновіл (29 червня 1947), а батько — Анатолій Сергійович Черновіл (5 квітня 1949). Молодший брат Євгеній Черновіл (29 червня 1982) згодом став призером Чемпіонату Європи з боксу.
У 1981 році родина Черноволів переїхала на постійне місце проживання до Тирасполя. Андрій з дитинства був здібним до малювання і у 1988 році вступив до Тираспольської художньої школи, але провчився у ній лише два тижні, оскільки був змушений обирати між малюванням і спортом. Вибравши секцію дзюдо, він за короткий час досяг у цьому виді досить вагомих успіхів, ставши 1990 року призером Міжнародних змагань із дзюдо серед юніорів у Кишиневі, завоювавши третє місце.
Проте любов до малювання не зникла й у шкільні роки хлопчик із захопленням змальовував поля усіх своїх зошитів. Вчителі помічали обдарованість Андрія і постійно залучали його до створення шкільних стінгазет.
У 1992—1994 роках Андрій навчається в Тираспольському кулінарному училищі, паралельно закінчуючи вечірню школу. Це був складний період у житті родини Черноволів, як і в інших сім'ях, котрі переживали розпад СРСР та економічну кризу. Ситуація загострилась збройним конфліктом на Придністров'ї, свідками якого стали Андрій і його сім'я. У цьому конфлікті постраждало багато їх друзів і знайомих.
Нестабільна фінансова ситуація змусила Андрія паралельно з навчанням шукати підробіток. 1995 року Андрій ухвалив рішення вступати до Одеського державного художнього училища імені М. Б. Грекова. Андрій не мав середньої художньої освіти, необхідної для вступу у професійний художній заклад, однак талант проявився сповна і Андрій був зарахований до училища з першого разу, проте на платних засадах. Але вже за півроку був переведений на бюджетну форму навчання завдяки відмінним оцінкам зі всіх предметів. Андрій навчався на відділенні живопису, його педагогами були Олена Алікберова, Тамара Іванівна Єгорова та Віталій Мурсалович Алікберов. Як дипломну роботу Андрій представив картину «Старець» (2000 рік, холст, масло), яка внаслідок конкурсного відбору залишилась у музеї училища. Художник закінчив училище за спеціальністю «Живописець, викладач рисунку і живопису».
На цей час Андрій уже був одруженим. З'явились замовлення у сфері дизайну інтер'єрів у зв'язку з будівельним бумом наприкінці 1990-х — початку 2000-х. Він оволодів технікою фрески і в подальшому виконував найрізноманітніші інтер'єрні роботи від розпису до скульптури. Перші з цих проектів було реалізовано в Одесі та інших містах України.
2000 року Андрій заснував власну фірму, яка виконувала замовлення з інтер'єрного та ландшафтного дизайну. Бажання професійного росту в галузі дизайну підштовхнуло художника до навчання в інших країнах. 2007 року він проходив спеціалізацію у різноманітних компаніях США, вивчаючи застосування найновіших матеріалів у галузі дизайну, особливо звертаючи увагу на акваландшафтне проектування та створення штучних скель.
Художник брав участь у великих міжнародних галузевих виставках із дизайну, завдяки чому отримав можливість співпрацювати і реалізовувати свої проекти з великим виробниками та відомими брендами у світі меблів і дизайну інтер'єру. Серед них італійські: Savior Firmino, Brogiato та Masca. В результаті Андрій Черновіл реалізував кілька міжнародних проектів у галузі ландшафтного та інтер'єрного дизайну.
Попри велику зайнятість у цій галузі, Андрій не припиняв займатися власним живописом. Поїздки у різні країни — Китай, Таїланд і Гонконг 2006 року, США 2007 року, Індію 2010—2015 років, Непал 2013 року — збагатили його життєвий досвід, сприяли духовному розвитку й особистісному росту. Це не могло не відобразитися на творчості, яка має явну географічну приналежність відповідно до досвіду, який він здобув у країнах, культурні традиції яких справили на Андрія велике враження.
З 2014 року Андрій Черновіл із дружиною та двома дітьми живе та працює у Досі, активно займається творчістю, громадською роботою та виставковою діяльністю. Роботи художника є у приватних і музейних колекціях по всьому світу, зокрема в Україні, США, Індії, Малайзії, Ізраїлі, Катарі, а також у художній колекції членів королівської сім'ї Катару та музеях.

### Особисте життя
Дружина — Черновіл Надія, нар. 27 березня 1980 року, художниця та кураторка проектів. Син — Черновіл Андрій Андрійович, нар. 17 липня 1999 року. Донька — Черновіл Софія Андріївна, нар. 17 серпня 2004 року.

## Творчість
Андрій Черновіл працює у різних видах візуального мистецтва, а також у галузі ландшафтного та інтер'єрного дизайну. У живописі надає перевагу масляній, акриловій та змішаній техніці, проте не обмежується ними, експериментуючи з різними матеріалами, жанрами та видами образотворчого мистецтва Так, у його творчості є і ілюстрації, створені для обкладинки журналу, і монументальний, станковий живопис, скульптура, mixed media.
Бувши живописцем за професією, Андрій ніколи не залишав цього заняття. До 2017 року ним було створено сотні творів мистецтва. У його різноманітному та широкому живописному портфоліо можна виокремити цикли з географічних подорожей і відвідин художником різних країн світу. Ці твори присвячені багатьом країнам і культурним традиціям. Так, можна виокремити групи «азійських (азіатських) робіт», які було створено під впливом візиту до Китаю, «африканських», «східних», в яких змальовано перебування на території країн арабської культури. Сім'я та близьке оточення також надихають художника, через що ціла низка його картин присвячена саме членам родини.
2014 року Андрій створив серію робіт в стилі абстрактного експресіонізму під живу музику джазового марафону в місті Одеса.
Серед робіт Андрія Черновола є твори в стилі реалізму, імпресіонізму, абстрактного експресіонізму, концептуалізму, символізму та інших напрямків живопису. Художник намагається пізнати і поєднати у своїй творчості культурні і художні традиції різних країн. Здобувши художню освіту в дусі європейської реалістичної школи, він вдається до прийомів, які характерні також мистецтву Індії та Китаю, арабського Сходу та Африки. Цей симбіоз технік, традицій, тем, філософського підтексту надає його роботам загальнолюдського звучання та універсалізму.
Андрій Черновіл підписує свої роботи по-різному. Станом на 2017 рік є два варіанти підпису: Andre и Abhinava. Abhinava — це духовне ім'я Андрія, яке 2010 року він отримав від свого духовного наставника. Із санскриту воно перекладається як «Завжди новий» (Абхі — завжди, вічно; Нава — новий, молодий). Роботи Андрія Черновола в галузі інтер'єрного дизайну, найкращі з яких реалізовано у Катарі, поєднують строгі лаконічні рішення з розкішшю матеріалів, стриманість в колориті і несподівані, завжди свіжі кольорові доповнення. Офісні та приватні інтер'єри створюють образ східної казки у буднях нашого часу.

## Світогляд
З дитинства Андрій був схильним до пізнання самого себе і свого місця у світі. Центральна лінія його роздумів — зміст: людського життя, всього сущого і зміст змістів. Вивчення релігійної літератури різних традицій: Біблії, буддистських та індуїстських текстів сприяло його духовному розвитку. Практикує йогу та вегетаріанство.
Андрій Черновіл вважає, що художник може бути проводирем між вищим, духовним світом і світом людей. Свою живописну творчість він розглядає як енергетичний імпульс, переданий через фільтр людського розуму і проявів на полотні. Головні якості, які він інтерпретує у своєму образотворчому мистецтві — духовність, співстраждання, любов. В роботах відчувається філософське осмислення реальності крізь призму великих духовних повчань. Світогляд має ідеалістичний характер.
Поїздки різними країнами, спілкування з людьми різних національностей, соціальних груп, віросповідань, культурних традицій, утвердили космополітичні погляди художника і його намагання служити миру і добру. Саме цій темі присвячені багато його картин і найважливіший його міжнародний художній проект, який водночас є і соціальною акцією «Qtargets — послання миру»(Qtargets-message for peace).
https://thepeninsulaqatar.com/article/19/11/2017/Qtargets-Promoting-peace-through-art
http://www.gulf-times.com/story/570891/Messages-of-peace-on-target-papers
http://www.katara.net/en/whats-on/events/Exhibitions/QTarget%20Joint%20Exhibition/2348

### «Qtargets— послання миру»
Проект реалізовує група ентузіастів під керівництвом Андрія та Надії Черновол. Головна його мета — об'єднати людей із різних країн концепцією світу без війн і насильства. Символом проекту мішень — чорне коло з цифрами, надруковане на папері, який використовують із тренувальною метою в спортивних клубах і серед військових.
Творці проекту пропонують подивитися на мішень не як на символ агресії і війни, а як на ціль — символ досягнення будь-якого результату. Зокрема миру. На початках ідеєю проекту була думка про те, щоб розглядати мішень не з позиції людини, а з позиції якогось надмірного начала, поза рамками людського життя, з позиції любові, яка тримає під прицілом своєї уваги багатостраждальний, зморений війнами мир. Втримуючи його від катаклізмів.
2016 року Андрій Черновіл написав серію картин, матеріальною базою для яких стали спортивні мішені для стрільби розміром 70*100 см.: «Прозріння», «Твоїх дітей», "«Не твоя війна», «Спаси і сохрани», «Золотий ключик». Завдяки засобам живопису картини несуть думку про те, що загальнолюдською метою має бути мета зберегти мир, життя та радість. Дивлячись на ці картини, глядач відчуває когнітивний дисонанс, що дозволяє перемкнути його думки від боротьби, неприємності і розділення — на згоду, мир і об'єднання. Роботи було показано у Києві (Україна), Нью-Йорку (США), Базелі (Швейцарія) і Катарі.
Успіх цих картин та суспільний резонанс сприяли подальшому розвитку проекту у формі публічних акцій, опитувань і створення нових художніх творів, які об'єднували думки різних людей в єдиний арт-об'єкт з метою показати його усьому світу.
На другому етапі проекту його засновники поставили собі за мету дослідити концепцію миру серед різних представників громадськості і охопити цим дослідженням якомога більше людей із різних країн. Засобом для досягнення цілі стало загальне опитування, яке проводили у різних місцях загальних та приватних (університети, школи, клуби і т. д.), а також на виставках (https://en.wikipedia.org/wiki/Katara_(cultural_village), в яких беруть участь представники проекту. Станом на 2017 рік опитано більше, як тисячі людей з більше, ніж 59 краї світу, серед яких Китай, Україна, Катар, Японія та інші. Кожен учасник опитування записує на листочку з зображенням мішені своє позитивне побажання миру своєю рідною мовою. Відтак формується масове послання миру і добра від різних представників людства. Кожній мішені проекту Qtargets присвоюється унікальний код, а по коду фотографії об'єкту його можна знайти у соцмережах. Далі мішені з посланнями збираються в єдиний арт-проект, в якому вони стають основою для живописної картини художника. Поверх мішені створюється зображення напівпрозорими фарбами так, щоб послання можна було прочитати. Арт-об'єкти демонструються на виставках у громадських просторах. У різних кутках планети, і глядачі різних країн бачать послання про мир інших представників людства. Так, кожен учасник проекту стає послом миру і залишає свій слід в історії.
Перша картина розміром 150*400 см із 216-ти мішеней з посланням була створена у 2017 році і виставлена у галереї Саачи в Лондоні.
https://thepeninsulaqatar.com/article/19/11/2017/Qtargets-Promoting-peace-through-art
http://www.gulf-times.com/story/570891/Messages-of-peace-on-target-papers
http://www.katara.net/en/whats-on/events/Exhibitions/QTarget%20Joint%20Exhibition/2348

### Виставки
- 2004—2007 молодіжні виставки в Союзі Художників м. Одеса (Україна).
- 2007—2014 участь у колективних тематичних виставках в Союзі Художників м. Одеса (Україна).
- 2007—2014 участь у виставках і міжнародних галузевих проектах у галузі дизайну: IAAPA (https://en.wikipedia.org/wiki/International_Association_of_Amusement_Parks_and_Attractions [Архівовано 25 листопада 2016 у Wayback Machine.]), P&SShow, USA — Florida — Miami, Isaloni Milan, а також у Чикаго, Пекіні, Гуанджоу, Іу, Болоньї і Мілані).
- 2014 — персональна виставка «Запрошення до подорожі» в Воронцовському палаці м. Одеса (Україна). (http://www.odessapost.com/personalnaya-vyistavka-andreya-chernovola-priglashenie-k-puteshestviyu/ [Архівовано 1 грудня 2017 у Wayback Machine.];  https://odessitua.com/news/31541-andrey-chernovol-priglashaet-k-puteshestviyu-odessitov-i-gostey-goroda.html [Архівовано 28 січня 2021 у Wayback Machine.])
- 2014 виставка «Інтимізація» в галереї «Сади Перемоги» м. Одеса (Україна) (http://timer-odessa.net/neformat/na_territorii_intimizatsii_telo_i_dusha_na_kartinah_v_sadah_pobedi_649.html [Архівовано 1 грудня 2017 у Wayback Machine.]).
- 2014 участь у конкурсі живопису. Скульптури та графіки «Міст дружби Китай-Україна» при Генеральному Консульстві КНР в м. Одеса (Україна) (http://vo.od.ua/rubrics/kultura/30794.php [Архівовано 20 квітня 2018 у Wayback Machine.]).
- З 2015 року член Спілки художників Катару (Qatar Fine Art Association (QFAA)
- 2015 — персональна виставка «National treasure» в галереї Катару м. Доха, в рамках культурної співпраці між Україною та Катаром (http://dumskaya.net/news/odesskij-hudognik-pokoril-dalekij-katar-goluboj--046633/ [Архівовано 1 грудня 2017 у Wayback Machine.]).
- 4-18 жовтня 2015 — переможець у номінації «Реалістичний живопис» в міжнародному проекті «Realistic Art» Qatar Fine Art Association (QFAA)
- 16 січня 2016 — майстер-клас на третьому з'їзді байкерів Середнього Сходу: Emerging art Qatar 3-d GCC Rear Cars and Bikes Show 2016 .
- 02 березня 2016 — персональна виставка «Національне достоїнство» Solo Exhibition в м. Доха (Катар)
- 01 квітня 2016 — участь у проекті «Відкрита майстерня Катару» (Open Workshop Katara Cultural Village)
- 21 червня 2016 — три роботи з проекту Qtargets art зайняли друге місце на виставці-конкурі українських художників, який було організовано Академією сучасних мистецтв (Київ, Україна): Second place (Exhibition in Ukrainian Fine Art Academy (Kiev, Ukraine)
- 2016 — організація і участь у виставці українських художників за сприяння Посольства України в Катарі: Ukrainian artists Exhibition (ART Convergence) under umbrella of Ukrainian Embassy and GM of Katara Dr.Khalid Ibrahim Al Sulaiti.
- 4-8 грудня 2016 — запрошений гість Арт Базель Маямі. Gest Art Basel (Miami, USA Fl.)
- 27 грудня 2016 — міжнародна виставка «From Qatar» під патронатом Його Величності Шейха Адель Алі Бін Алі (under patronage H.E. Sheikh Adel Ali Bin Ali) в м. Доха (Катар)
- 21-24 квітня 2017 участь із картиною «Часто мішень не є ціллю» проекту Qtargets на ArtExpo New York (NICAS).
- 3-10 травня 2017 участь із картиною «Часто мішень не є ціллю» проекту Qtargets на Frieze Art Fair New York (Saphira&Ventura Gallery)
- 14-19 червня 2017 картина " Часто мишень не є ціллю « проекту Qtargets посіла третє місце in Art Basel EuroAirport (THE ARTBOX.PROJECT Basel 1.0)
- 13-17 вересня 2017 проект Qtargets StART (Saatchi Gallary, London UK.)
- 02- 05 грудня 2017 Realistic Art workshop (QFAA)
- 16-25 грудня Fine Art Association „ From Qatar 2017“ (QFAA)

### Публікації
- Стаття в газеті „Вечірня Одеса“ № 116 (10034) // 09 серпня 2014 г. „Не бійтесь подорожувати“: про персональну виставку Андрія Черновола у Воронцовському палаці м. Одеса (Україна)»  [Архівовано 1 грудня 2017 у Wayback Machine.]
- Стаття про фіналістів виставки "Міст дружби Китай-Україна)  [Архівовано 1 грудня 2017 у Wayback Machine.]
- Стаття в газеті «Gulf and Times» про Андрія Черновола: 3/05/2015 http://www.gulf-times.com/story/437669/Artistic-help [Архівовано 18 травня 2021 у Wayback Machine.]
- 03 травня 2015  [Архівовано 1 грудня 2017 у Wayback Machine.]
- 04 травня 2015 Qatar Tribune
- 18 травня 2015  [Архівовано 1 грудня 2017 у Wayback Machine.]
- 07 липня 2015
- 09 вересня 2015  [Архівовано 1 грудня 2017 у Wayback Machine.]
- 14 вересня 2015  [Архівовано 7 грудня 2017 у Wayback Machine.]
- 15 травня 2016 — Gulf Times Artistic help (Doha Qatar)
- 16 червня 2016  [Архівовано 22 жовтня 2017 у Wayback Machine.]
- 17 липня 2016  [Архівовано 1 грудня 2017 у Wayback Machine.] Arabic newspapers
- 10 травня 2016 — Article about Andrii Chernovil in Ukrainian Health Journal
- 13 листопада 2017 —  [Архівовано 21 листопада 2017 у Wayback Machine.]
- На інших сайтах:  Нью-Йорк міжнародна асоціація художників
- [Архівовано 1 грудня 2017 у Wayback Machine.]
- Персональний сайт Андрія Черновола  [Архівовано 7 квітня 2022 у Wayback Machine.]
- Студія дизайну Андрія та Надії Черновіл:

### Відео
[Архівовано 4 грудня 2017 у Wayback Machine.]